# Atlético de Madrid B

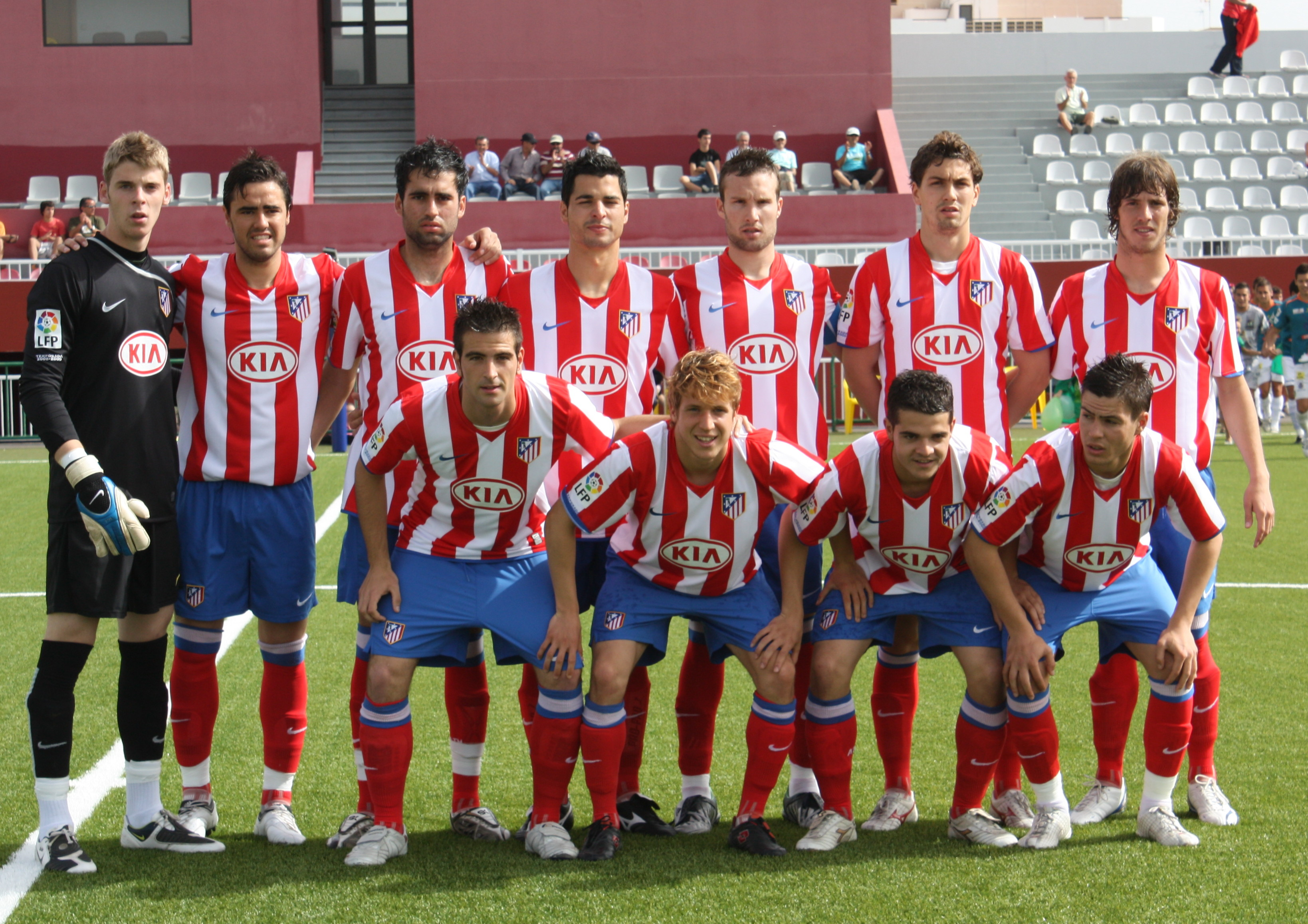
Csapatfotó (2009. május 4.)

Az Atlético de Madrid B egy spanyol labdarúgócsapat. Az Atlético de Madrid fiókcsapata. 1963-ban alapították és a székhelyük Madridban található és a Nuevo Cerro del Espino-ban bonyolítják le a hazai mérkőzéseket.

## A csapat története
A csapatot 1963-ban alapították Reyfra Atlético Club néven majd 1970-ben beleolvadt Aviaco Madrileño CF, melyet 1967-ben alapítottak amikor a Madrileño CF és az AD Aviaco egyesült. Ezek után az Atlético de Madrid fiókcsapata lett és új nevet kapott: Atlético Madrileño Club de Fútbol. 1991-ben megkapta jelenlegi nevét az Atlético de Madrid B-t.

## Statisztika
| Szezon  | Osztály | Poz. | Copa del Rey |
| ------- | ------- | ---- | ------------ |
| 1970/71 | 3ª      | 5.   |              |
| 1971/72 | 3ª      | 3.   |              |
| 1972/73 | 3ª      | 2.   |              |
| 1973/74 | 3ª      | 11.  |              |
| 1974/75 | 3ª      | 10.  |              |
| 1975/76 | 3ª      | 5.   |              |
| 1976/77 | 3ª      | 5.   |              |
| 1977/78 | 2ªB     | 11.  |              |
| 1978/79 | 2ªB     | 10.  |              |
| 1979/80 | 2ªB     | 2.   |              |
| 1980/81 | 2ª      | 14.  |              |

| Szezon  | Osztály | Poz. | Copa del Rey |
| ------- | ------- | ---- | ------------ |
| 1981/82 | 2ª      | 10.  |              |
| 1982/83 | 2ª      | 13.  |              |
| 1983/84 | 2ª      | 14.  |              |
| 1984/85 | 2ª      | 14.  |              |
| 1985/86 | 2ª      | 20.  |              |
| 1986/87 | 2ªB     | 14.  |              |
| 1987/88 | 2ªB     | 11.  |              |
| 1988/89 | 2ªB     | 1.   |              |
| 1989/90 | 2ª      | 20.  |              |
| 1990/91 | 2ªB     | 8.   |              |
| 1991/92 | 2ªB     | 7.   |              |

| Szezon  | Osztály | Poz. | Copa del Rey |
| ------- | ------- | ---- | ------------ |
| 1992/93 | 2ªB     | 7.   |              |
| 1993/94 | 2ªB     | 6.   |              |
| 1994/95 | 2ªB     | 9.   |              |
| 1995/96 | 2ªB     | 4.   |              |
| 1996/97 | 2ª      | 12.  |              |
| 1997/98 | 2ª      | 9.   |              |
| 1998/99 | 2ª      | 2.   |              |
| 1999/00 | 2ª      | 17.  |              |
| 2000/01 | 2ªB     | 1.   |              |
| 2001/02 | 2ªB     | 10.  |              |
| 2002/03 | 2ªB     | 12.  |              |

| Szezon  | Osztály | Poz. | Copa del Rey |
| ------- | ------- | ---- | ------------ |
| 2003/04 | 2ªB     | 1.   |              |
| 2004/05 | 2ªB     | 6.   |              |
| 2005/06 | 2ªB     | 9.   |              |
| 2006/07 | 2ªB     | 14.  |              |
| 2007/08 | 2ªB     | 10.  |              |
| 2008/09 | 2ªB     | 13.  |              |
| 2009/10 | 2ªB     | 7.   |              |
| 2010/11 | 2ªB     | 11.  |              |
| 2011/12 | 2ªB     | 5.   |              |
| 2012/13 | 2ªB     | 7.   |              |
| 2013/14 | 2ªB     | 16.  |              |

| Szezon  | Osztály | Poz. | Copa del Rey |
| ------- | ------- | ---- | ------------ |
| 2014/15 | 2ªB     | 18.  |              |
| 2015/16 | 3ª      | 4.   |              |
| 2016/17 | 3ª      | 1.   |              |
| 2017/18 | 2ªB     | 10.  |              |
| 2018/19 | 2ªB     | 3.   |              |
| 2019/20 | 2ªB     | 3.   |              |
| 2020/21 | 2ªB     | 8.   |              |

## Keret
2021. július 15-i állapotnak megfelelően.
| #  |     | Poszt | Név             |
| -- | --- | ----- | --------------- |
| 2  | ESP | V     | Sergio Camus    |
| 3  | ESP | V     | Marco Moreno    |
| 4  | ESP | V     | Álvaro García   |
| 5  | ESP | V     | Joan Rojas      |
| 6  | ESP | KP    | Josep Calavera  |
| 9  | ESP | CS    | Davo Fernández  |
| 10 | ESP | CS    | Sergio Camello  |
| 11 | VEN | KP    | Nando Gutiérrez |
| 12 | ESP | V     | Ricard Sánchez  |
| 13 | ESP | K     | Jaume Valens    |

| #  |     | Poszt | Név                                           |
| -- | --- | ----- | --------------------------------------------- |
| 14 | CIV | CS    | Ibrahim Diabate (kölcsönben a Mallorca B-től) |
| 16 | ESP | KP    | Óscar Castro                                  |
| 19 | ESP | CS    | Marc Tenas                                    |
| 20 | ESP | CS    | Luis Ángel Forcén                             |
| 21 | ESP | V     | Fernando Medrano                              |
| 23 | ESP | K     | Christian Gómez                               |
| 24 | ESP | KP    | Mario Soriano                                 |
| 28 | ESP | V     | Adrián Corral                                 |
| 37 | ARG | CS    | Giuliano Simeone                              |

## Ismertebb játékosok
| - Federico Azcárate - Matías Cenci - Cristian Díaz - Fernando Moner - Javier Pinola - Vinícius Calamari - Iván Rocha - Guy Ipoua - Daniel Kome - Jiri Rosický - Kily - Frantz Bertin - Abass Lawal - Gabriel González - Marco Ferreira - Luís Filipe - João Pinto | - Đorđe Tomić - Zvonimir Vukić - Veljko Paunović - Quinton Fortune - Rubén Baraja - Víctor Bravo - Ignacio Camacho - Javier Casquero - Chema - Domingo Cisma - Iván Cuéllar - Quique Estebaranz - Santiago Ezquerro - Ismael Falcón - Gabi - Luis García - Raúl | - Antonio López - Juanma López - José Juan Luque - Mané - Roberto Marina - Fernando Marqués - Mario Suárez - Raúl Medina - Francisco Molinero - Toni - Juanma Ortiz - Paulino - Pollo - Ramón - Quique Ramos - Tomás Reñones - Abel Resino | - Ricardo - Diego Rivas - Roberto - Rufino - Óscar Sánchez - Pablo Sicilia - Roberto Solozábal - Luis Tevenet - Fernando Torres - Yordi - José Zahínos - Saúl Ñíguez - Carlos Isaac - Borja Garcés - Maheta Molango - Pablo García - Marcelo Saralegui |

## Sikerei
- Segunda División B: 1988–89, 2000–01, 2003–04
- Tercera División: 2016–17
- Ligakupa : 1982–83